# Attentato di Har Adar del 2017
La mattina del 26 settembre 2017, un attentatore palestinese trentasettenne, con precedenti di violenza domestica, aprì il fuoco con una CZ 82 contro le guardie di sicurezza israeliane al cancello d'ingresso di Har Adar, un insediamento israeliano al confine di Gerusalemme, situato in gran parte in Cisgiordania. Tre guardie di sicurezza israeliane, un ventenne e due venticinquenni, furono uccise e una rimase ferita. L'attentatore fu ucciso dalle guardie rimaste. Le autorità israeliane descrissero l'attentato come un "atto di terrorismo".
L'Unione europea, le ambasciate francese e statunitense e il coordinatore speciale per il processo di pace in Medio Oriente delle Nazioni Unite condannarono l'attentato, mentre Hamas e Fatah lo esaltarono.